# Planaeschna viridis
Planaeschna viridis är en trollsländeart som beskrevs av Karube 2004. Planaeschna viridis ingår i släktet Planaeschna och familjen mosaiktrollsländor. IUCN kategoriserar arten globalt som otillräckligt studerad. Inga underarter finns listade i Catalogue of Life.